# Бјен (река)
Бјен (фр. Bienne) је река у Француској. Дуга је 69 km. Улива се у Ен. 